# Siemens Avanto
Siemens Avanto (європейський варіант) також Siemens S700 та його попередник Siemens S70 (в Америці) — серія низькопідлогових легкорейкових транспортних засобів (LRV) і трамваїв виробництва Siemens Mobility, підрозділу німецького конгломерату Siemens AG.
S70 і S700 створені для ринку Сполучених Штатів, де транспортні засоби використовуються в кількох мережах штадтбану та штрассенбану.

S70 випускався з 2002 по 2017 рік, а S700 — з 2014 року по теперішній час, але позначення моделі S700 було введено лише в 2019 році, а потім заднім числом застосовано до певних версій S70, виготовлених у попередні роки.
У цій позиції в Америці Avanto конкурує переважно з низькопідлоговими LRV Bombardier і Kinki Sharyo, а також Inekon Trams та Brookville Equipment Corporation.
Avanto був призначений для європейського ринку та постачався з 2006 року переважно для мереж трамвай-поїзд, що повністю або частково експлуатують колії спільно з важкими залізничними поїздами.
У Європі для штадтбану та штрассенбану Siemens пропонує серії Siemens Combino та Siemens Avenio.
На ринку рухомого складу трамвай-поїзд головними конкурентами є Bombardier Flexity та Alstom Citadis.
На 2021 рік Avanto було продано двом мережам трамвай-поїзд у Франції.

## Розміри та конфігурація
S70, S700 і Avanto мають модульну конструкцію і можуть бути виготовлені в різних розмірах і конфігураціях, включаючи версії легкорейкового транспортного засобу (LRV) і трамвая.
Стандартна версія S70 і S700 LRV має довжину 29,1 м. Трамвайна версія S700 має довжину 25,98 м, приблизно на 3,0 м коротше, ніж стандартний LRV.

Siemens також пропонує американський ('Ultra Short') варіант LRV 24,8м, приблизно на 4,3м коротше, ніж стандартна версія.

Швидкісний трамвай Сан-Діего та системи TRAX Солт -Лейк -Сіті придбали американські варіанти.
Avantos, побудований для Франції, має довжину 36,68 м.

Основною зміною між S70 і S700 є сидіння у центральній частині вагону. S700 має у цій секції поздовжнє сидіння, проте S70 мав більш традиційне сидіння з пасажирами, що сидять чотири проти чотири, обличчям вперед або назад, з проходом між ними.
Ця зміна 2013 року, яка була внесена, щоб усунути розстановку сидінь, яку критикували як затісну
, 
і полегшити пересування пасажирів у цій секції
, 
була основною зміною дизайну, що змусила Siemens врешті-решт прийняти (в 2019 році) нову нумерацію моделі для модифікованого дизайну S70.

S700 також має деякі технологічні оновлення.
Більшість транспортних засобів двосторонні, з місцями керування на обох кінцях і дверцятами з обох боків.
Виняток становлять 40 одиниць, що є під орудою TriMet мережі Портланду, що є односторонніми і мають кабіни лише на одному кінці кожного вагону. Проте їх завжди експлуатують парами, отже кожна валка має робочі кабіни на обох кінцях.

TriMet повернувся до двостороннього дизайну для свого останнього замовлення S700s (розміщено в 2019 році).

S70, S700 і Avanto можна налаштувати для роботи в різних системах живлення.
Наприклад, Avanto, замовлені для Франції, можуть працювати як на постійному так і змінному струмі: 750 В постійного струму під час руху коліями штадтбану або штрассенбану і на 25 кВ змінного струму при роботі на магістральних коліях.
Мережі в Америці використовують різноманітні варіації:  600 В постійного струму, 750 В постійного струму та 1,5 кВ постійного струму.
S70 і S700 також можуть бути обладнані для взаємодії зі старими легкими залізничними транспортними засобами Siemens.
Транспортні засоби штадтбану Сан-Діего S70 і S700 часто працюють з високопідлоговими вагонами Siemens SD-160.

## Використання та поточні замовлення

### США
- Атланта, штат Джорджія (Трамвай Атланти): 4 одиниці трамвая S70.[10]
- Шарлотта, Північна Кароліна
  - Lynx Blue Line: придбано 42 одиниці S70.[11]
  - CityLynx Gold Line[en]: придбано 6 одиниць.
- Х'юстон, штат Техас (METRORail): придбано 18 одиниць S70. Ще 14 одиниць S700 було замовлено на початку 2019 року.[12]
- Міннеаполіс – Сент-Пол, штат Міннесота (Легкий метрополітен Міннеаполіса): придбано 64 одиниці S70.
- Фінікс, штат Аризона (Норфолкський швидкісний трамвай): На жовтень 2020 року експлуатують 14 одиниць техніки.[13]
- Портленд, штат Орегон (Швидкісний трамвай Портленда): придбано 22 одиниці S70 та 18 S700. У липні 2019 року додатково було замовлено 26 одиниць S700[14], доставка запланована з середини 2021 року до осені 2022 року.
- Сакраменто, Каліфорнія (Sacramento RT Light Rail): 28 одиниць S700 замовлено на поставку з 2022 року[15][16]
- Солт-Лейк-Сіті, штат Юта
  - TRAX: замовлено 77 одиниць S70 US ('Ultra Short'); в експлуатації з 7 серпня 2011 року.
  - S Line: 1 вагон S70
- Сан-Дієго, Каліфорнія (Швидкісний трамвай Сан-Діего): 11 одиниць Siemens S70, 65 Siemens S70 US, 45 Siemens S700 US
- Санта-Ана, Каліфорнія (OC Streetcar[en]): у березні 2018 року замовлено 8 одиниць трамвая S700.[17]
- Сіетл, Вашингтон (Link light rail): 152 одиниці S700 замовлено.

### Франція
- Париж (лінія 4 трамваю Іль-де-Франс[en]): придбано 15 одиниць трамвай-потяг.
- Мюлуз (Мюлузький трамвай): придбано 12 вагонів трамвай-потяг[18]